# Brother (filme)
Brother (Brasil: Brother - A Máfia Japonesa Yakuza em Los Angeles / Portugal: Irmão) é um filme lançado no ano de 2000.

## Sinopse
Yamamoto (Takeshi Kitano) é um membro da máfia japonesa Yakuza que viaja até Los Angeles depois que sua gangue é exterminada. Ele se une a seu irmão e seu amigo Denny (Omar Epps) em um esquema de narcotráfico. O crescimento dos negócios do trio chama a atenção de criminosos rivais, que dão início a uma violenta guerra de gangues.

## Elenco
- Takeshi Kitano como Yamamoto
- Omar Epps como Denny
- Tetsuya Watari como Jinseikai Boss
- Claude Maki como Ken
- Masaya Kato como Shirase
- Susumu Terajima como Kato